# Rudolph Berlinger
Rudolph Berlinger (* 26. Oktober 1907 in Mannheim; † 7. Juli 1997 in Würzburg) war ein deutscher Philosoph und Hochschullehrer.

## Wirken
Berlinger wurde 1940 in München bei F.-J. von Rintelen promoviert. 1947 erfolgte die Habilitation an der Technischen Hochschule München mit einer Arbeit über Die Paradoxie des Nichts. Aus der Habilitationsschrift entstand das Buch Das Nichts und der Tod (1954). Mit diesem Buch sei ihm "ein hervorragendes Beispiel spekulativer Philosophie geglückt", rühmte der Philosoph Alois Dempf. "Berlinger gelingt in strenger Prinzipienphilosophie die so schwierige Erörterung der Existenz, des Seins und des Nichts in erzählender, rationaler Sprache. Eben dass er spekulative Philosophie in rationaler und auch lesbarer Sprache mitteilen kann, gehört wesentlich zur großen Leistung seines Buches." 1955 wurde Berlinger als Nachfolger von Hans Meyer an die Universität Würzburg berufen. Hier lehrte er bis zu seiner Emeritierung 1984. Er war Ordinarius der philosophischen Fakultät (Lehrstuhl II) der Universität Würzburg. Berlinger war ein katholischer Metaphysiker.
Zu seinen Schülern gehört Winfried Böhm.

## Schriften (Auswahl)
- 1954 – Das Nichts und der Tod
- 1959 – Das Werk der Freiheit, Zur Philosophie von Geschichte, Kunst, Technik
- 1962 – Augustins dialogische Metaphysik
- 1964 – Das Problem des höchsten Gedankens
- 1965 – Vom Anfang des Philosophierens, Traktate
- 1968 – Hölderlins philosophische Denkart
- 1969 – Subversion und Revolution
- 1975/1980 – Philosophie als Weltwissenschaft
- 1975 – Perspektiven der Philosophie. Neues Jahrbuch[7]
- 1975 –  Elementa. Schriften zur Philosophie und ihrer Problemgeschichte[8]
- 1989 – Der Mensch als Philosoph und Arzt. In: Perspektiven der Philosophie. (Hrsg. von R. Berlinger, Amsterdam: Rodopi) Bans 15, 1989, S. 3–20.